# Tchimou-Assèkro
 (mars 2017).
Présentation du village
Tchimou-Assèkro fait partie du département de Bouaké, dans la région du Gbêkê. Il est situé à environ 17 km de la ville de Bouaké.
La population de Tchimou-Assèkro est estimée à environ 2 000 habitants.
Les villages voisins immédiats sont Gbagbakro et Akpokro.
La rivière Loka passe à l'est du village, où un barrage a été construit.
Quartiers et organisation:
Tchimou-Assèkro est composé de trois grands quartiers tels que Assèkro, Akouakro et Maitrikro.
Le village est organisé autour de cinq grandes familles qui désignent des notables siégeant à la chefferie du village. Le chef du village est choisi parmi la lignée des anciens chefs, désigné par les cinq familles, et son choix est entériné par le chef du canton de Konankrankro.
Activités économiques
Les habitants de Tchimou-Assèkro sont principalement agriculteurs, mais on y trouve aussi :
des artisans (tisserands, maçons, potières),
des commerçants de produits agricoles et de grande consommation (poisson, attiéké, etc.) ,
des boutiques vendant divers articles du quotidien.
Agriculture
Les principales cultures pratiquées sont :
Les cultures vivrières :
ignames (Assawa, ngnan, clê-nglai, bêtê-bêtê, florido, etc.) ,riz , manioc , maïs , haricot , arachide ,légumineuses.
La culture pérenne principale est l’anacarde, qui constitue une source de revenu importante pour les habitants.
Autres activités :
Les paysans de Tchimou-Assèkro pratiquent également l’extraction du vin blanc traditionnel, appelé blanco, à partir de :
la sève du palmier à huile (M’mé) , le raphia (Loka ou Gbali) , le palmier datier (N’glécia).
Cette activité est pratiquée de manière occasionnelle et non lucrative.